# Усольцев, Иван Тимофеевич
Ива́н Тимофе́евич Усо́льцев (18 января 1924, Лебяжье, Уральская область — 10 сентября 1990, Нижний Тагил, Свердловская область) — машинист экскаватора Высокогорского рудоуправления Нижнетагильского металлургического комбината имени В. И. Ленина, участник Великой Отечественной войны, гвардии старший сержант, Герой Социалистического Труда.

## Биография
Иван Тимофеевич Усольцев родился 18 января 1924 года в селе Лебяжье Лебяжского сельсовета Белоярского района Шадринского округа Уральской области, ныне село входит в Далматовский муниципальный округ Курганской области.
С 1932 года жил в городе Нижний Тагил Свердловской области. Окончил 6 классов и фабрично-заводское училище в Нижнем Тагиле. Работал токарем Высокогорского механического завода.
В марте 1942 года был призван в Рабоче-крестьянскую Красную Армию Нижнетагильским ГВК. Участник Великой Отечественной войны с ноября 1942 года. Был миномётчиком. Воевал на 1-м Белорусском и 3-м Украинском фронтах. 
В 1943 году вступил в ВКП(б), в 1952 году партия переименована в КПСС.
В боях за город Вена расчёт Усольцева уничтожил 5 пулемётных точек, разрушил 2 дзота и истребил до взвода пехоты противника. За этот подвиг командир миномёта 11-й батареи 3-го дивизиона 15-й отдельной тяжёлой миномётной бригады 19-й артиллерийской дивизии прорыва сержант Усольцев был награждён орденом Славы III степени.
После войны был демобилизован. С 1947 года работал машинистом экскаватора главного карьера Высокогорского рудоуправления Нижнетагильского металлургического комбината имени В. И. Ленина, где показал себя работником высокой квалификации.
В 1960 году участвовал во Всесоюзном совещании передовиков социалистического соревнования, был награждён медалью «За трудовую доблесть». В том же году награждён знаком «Отличник социалистического соревнования РСФСР».
Указом Президиума Верховного Совета СССР от 22 марта 1966 года за выдающиеся успехи, достигнутые в развитии чёрной металлургии Усольцеву Ивану Тимофеевичу присвоено звание Героя Социалистического Труда с вручением ордена Ленина и золотой медали «Серп и Молот».
Иван Тимофеевич Усольцев умер 10 сентября 1990 года. Похоронен на Центральном кладбище города Нижний Тагил Свердловской области.

## Награды
- Герой Социалистического Труда, 22 марта 1966 года
  - Орден Ленина № 366738
  - Медаль «Серп и Молот» № 12357
- Орден Отечественной войны II степени, 6 апреля 1985 года[4]
- Орден Славы III степени, 26 апреля 1945 года[3]
- Медаль «За трудовую доблесть», 1960 год
- Юбилейная медаль «За доблестный труд. В ознаменование 100-летия со дня рождения Владимира Ильича Ленина», 1970 год[5]
- Медаль «За победу над Германией в Великой Отечественной войне 1941—1945 гг.»
- Медаль «За взятие Вены»
- Знак «Отличник социалистического соревнования РСФСР», 1960 года
- Почётный гражданин города Нижний Тагил — решением городского Совета депутатов трудящихся 6 сессии 13 созыва от 25 сентября 1972 ода[6]